# Мірув-Новий
Мірув-Новий (пол. Mirów Nowy) — село в Польщі, у гміні Мірув Шидловецького повіту Мазовецького воєводства.
Населення — 387 осіб (2011).
У 1975-1998 роках село належало до Радомського воєводства.

## Демографія
Демографічна структура станом на 31 березня 2011 року:
|          | Загалом | Допрацездатний вік | Працездатний вік | Постпрацездатний вік |
| -------- | ------- | ------------------ | ---------------- | -------------------- |
| Чоловіки | 203     | 52                 | 138              | 13                   |
| Жінки    | 184     | 48                 | 97               | 39                   |
| Разом    | 387     | 100                | 235              | 52                   |